# Liste der National Historic Landmarks in Wisconsin
Diese vollständige Liste der National Historic Landmarks in Wisconsin führt alle Objekte und Stätten im US-amerikanischen Bundesstaat Wisconsin auf, die in diesem Bundesstaat als National Historic Landmark (NHL) eingestuft sind und unter der Aufsicht des National Park Service stehen. Diese Bauwerke, Distrikte, Objekte und andere Stätten entsprechen bestimmten Kriterien hinsichtlich ihrer nationalen Bedeutung. Diese Liste führt die Objekte nach den amtlichen Bezeichnungen im National Register of Historic Places

## Unterscheidung zum National Register of Historic Places
Alle NHLs werden automatisch in das National Register of Historic Places (NRHP) aufgenommen, eine Liste historischer Bauten, die der National Park Service deklaratorisch als Denkmal anerkennt. Der wesentliche Unterschied zwischen einer NHL und einem allgemeinen NRHP-Eintrag liegt in der landesweiten Bedeutung, die NHLs haben, während die meisten anderen Einträge nur von örtlichem oder bundesstaatlichem Interesse sind.

## Legende
| NHL  | National Historic Landmark          |
| NHLD | National Historic Landmark District |

## Derzeitige NHLs in Wisconsin
|    | Name der Stätte                                                                      | Bild                                                                                 | Jahr | Ort                                                 | County      | Beschreibung |
| -- | ------------------------------------------------------------------------------------ | ------------------------------------------------------------------------------------ | ---- | --------------------------------------------------- | ----------- | --- |
| 1  | Johnson Wax Headquarters                                                             | Johnson Wax Headquarters                                                             | 1976 | Racine 42° 42′ 43,9″ N, 87° 47′ 29,3″ W             | Racine      | 1936 nach einem Entwurf des Architekten Frank Lloyd Wright errichteter Hauptsitz der Firma S.C. Johnson & Son, Inc. |
| 2  | Astor Fur Warehouse                                                                  | Astor Fur Warehouse                                                                  | 1960 | Prairie du Chien 43° 3′ 11″ N, 91° 9′ 36,4″ W       | Crawford    | 1828 für Johann Jakob Astors American Fur Company errichtetes Pelzlager; heute Museum |
| 3  | Aztalan                                                                              | Aztalan                                                                              | 1964 | Lake Mills 43° 3′ 56″ N, 88° 51′ 46,4″ W            | Jefferson   | Mounds aus der Zeit der Mississippi-Kultur |
| 4  | Harold C. Bradley House                                                              | Harold C. Bradley House                                                              | 1976 | Madison 43° 4′ 11,2″ N, 89° 25′ 16,4″ W             | Dane        | 1909 von den Architekten Louis Sullivan und George Grant Elmslie im Stil der Prairie Houses errichtetes Wohnhaus |
| 5  | Brisbois House                                                                       | Brisbois House                                                                       | 1960 | Prairie du Chien 43° 3′ 8,4″ N, 91° 9′ 35,1″ W      | Crawford    | 1837 aus örtlich gewonnenen Kalksteinen errichtetes Wohnhaus des Pelzhändlers Jean Joseph Rolette und seiner Familie |
| 6  | USS Cobia (U-Boot)                                                                   | USS Cobia                                                                            | 1986 | Manitowoc 44° 5′ 23,7″ N, 87° 39′ 29″ W             | Manitowoc   | 1943 gebautes U-Boot der Gato-Klasse, heute Wisconsin Maritime Museum |
| 7  | Dr. Fisk Holbrook Day House                                                          | Dr. Fisk Holbrook Day House                                                          | 1997 | Wauwatosa 43° 3′ 8,6″ N, 88° 0′ 45,7″ W             | Milwaukee   | Früheres Wohnhaus des Geologen Fisk Holbrook Day |
| 8  | Dousman Hotel                                                                        | Dousman Hotel                                                                        | 1960 | Prairie du Chien 43° 3′ 14″ N, 91° 9′ 35″ W         | Crawford    | 1864 aus Backsteinen im viktorianischen Stil errichtetes dreistöckiges Hotel, das nach dem Pelzagenten Hercules L. Dousman benannt wurde; 1937 abgebrannt und danach zu einem Schlachthof umgewandelt; heute wieder rekonstruiert |
| 9  | Farmers and Merchants Union Bank                                                     | Farmers and Merchants Union Bank                                                     | 1976 | Columbus 43° 20′ 19,3″ N, 89° 0′ 54,9″ W            | Columbia    | 1919 nach einem Entwurf des Architekten Louis Sullivan errichtetes Bankgebäude |
| 10 | First Unitarian Society of Madison                                                   | First Unitarian Society of Madison                                                   | 2004 | Shorewood Hills 43° 4′ 34″ N, 89° 26′ 4″ W          | Dane        | 1947 von dem Architekten Frank Lloyd Wright errichtetes Versammlungszentrum der First Unitarian Society of Madison |
| 11 | Fountain Lake Farm                                                                   | Fountain Lake Farm                                                                   | 1990 | Montello 43° 41′ 29,5″ N, 89° 23′ 14,5″ W           | Marquette   | Jugendwohnsitz des späteren Naturforschers und -schützers John Muir |
| 12 | Golda Meir School                                                                    | Golda Meir School                                                                    | 1990 | Milwaukee 43° 3′ 4,2″ N, 87° 54′ 53,5″ W            | Milwaukee   | Frühere Schule der späteren israelischen Ministerpräsidentin Golda Meir |
| 13 | Hamlin Garland House                                                                 | Hamlin Garland House                                                                 | 1971 | West Salem 43° 53′ 56,7″ N, 91° 5′ 7,4″ W           | La Crosse   | Frühere Wirkungsstätte des Schriftstellers Hamlin Garland |
| 14 | Greendale Historic District                                                          | Greendale Historic District                                                          | 2012 | Greendale 42° 56′ 29″ N, 87° 59′ 45″ W              | Milwaukee   | Zwischen 1936 und 1938 als eine von drei Greenbelt Towns um die Stadt Milwaukee, die während der Great Depression im Zuge des New Deal errichtet wurden                                                                           |
| 15 | Thomas A. Greene Memorial Museum                                                     | Thomas A. Greene Memorial Museum                                                     | 1993 | Milwaukee 43° 4′ 43,6″ N, 87° 52′ 40,2″ W           | Milwaukee   | Früheres Museum für Geologie auf dem Campus der University of Wisconsin–Milwaukee |
| 16 | Herbert and Katherine Jacobs First House                                             | Herbert and Katherine Jacobs First House                                             | 2003 | Madison 43° 3′ 31″ N, 89° 26′ 29″ W                 | Dane        | 1937 nach einem Entwurf des Architekten Frank Lloyd Wright errichtetes Wohnhaus im von diesem entwickelten Usonia-Stil |
| 17 | Herbert and Katherine Jacobs Second House                                            | Herbert and Katherine Jacobs Second House                                            | 2003 | Madison 43° 4′ 26″ N, 89° 32′ 5″ W                  | Dane        | 1943 nach einem Entwurf des Architekten Frank Lloyd Wright errichtetes Wohnhaus |
| 18 | Herbert F. Johnson House                                                             | Herbert F. Johnson House                                                             | 1989 | Wind Point 42° 46′ 49,4″ N, 87° 46′ 14,7″ W         | Racine      | Von dem Architekten Frank Lloyd Wright errichtetes Wohnhaus für den Unternehmer Herbert Fisk Johnson, Jr. |
| 19 | Robert M. LaFollette House                                                           | Robert M. LaFollette House                                                           | 1964 | Maple Bluff 43° 6′ 53,6″ N, 89° 22′ 19,8″ W         | Dane        | 1905 im viktorianischen Stil errichtetes Wohnhaus von Robert M. La Follette (1855–1925), dem 20. Gouverneur von Wisconsin (1901–1906)                                                                                             |
| 20 | Aldo Leopold Shack and Farm                                                          | Aldo Leopold Shack and Farm                                                          | 2009 | Town of Fairfield 43° 33′ 46″ N, 89° 39′ 33″ W      | Sauk        | Farm des Forstwissenschaftlers und Ökologen Aldo Leopold (1887–1948), dessen Werk Am Anfang war die Erde (Original: Sand County Almanac) aus der Niederschrift hier gemachter Naturbeobachtungen entstand                         |
| 21 | Little White Schoolhouse                                                             | Little White Schoolhouse                                                             | 1974 | Ripon 43° 50′ 31″ N, 88° 50′ 11″ W                  | Fond du Lac | Ehemaliges Schulhaus, in dem 1854 die Republikanische Partei gegründet wurde |
| 22 | Milton House                                                                         | Milton House                                                                         | 1998 | Milton 42° 46′ 36,4″ N, 88° 56′ 11,5″ W             | Rock        | Zwischenstation des Underground Railroad genannten Sklavenbefreiungsnetzwerkes |
| 23 | Milwaukee City Hall                                                                  | Milwaukee City Hall                                                                  | 2005 | Milwaukee 43° 2′ 30,1″ N, 87° 54′ 35,3″ W           | Milwaukee   | 1895 errichtetes Rathaus von Milwaukee und bis 1973 Milwaukees höchstes Gebäude |
| 24 | Namur Historic District                                                              | Namur Historic District                                                              | 1990 | Namur 44° 44′ 3,4″ N, 87° 39′ 58,9″ W               | Door        | Zwischen 1871 und 1930 errichtete Häuser französischsprachiger belgischer Einwanderer |
| 25 | North Hall, University of Wisconsin                                                  | North Hall, University of Wisconsin                                                  | 1965 | Madison 43° 4′ 32″ N, 89° 24′ 11″ W                 | Dane        | 1851 im Italianate-Stil errichtetes Universitätsgebäude |
| 26 | Northwestern Branch, National Home for Disabled Volunteer Soldiers Historic District | Northwestern Branch, National Home for Disabled Volunteer Soldiers Historic District | 2011 | Milwaukee 43° 1′ 13,8″ N, 87° 58′ 40,9″ W           | Milwaukee   | Zwischen 1867 und 1955 errichtete Einrichtungen für behinderte Armeeveteranen |
| 27 | Copper Culture State Park                                                            | Oconto Site                                                                          | 1961 | Oconto 44° 53′ 12″ N, 87° 54′ 3″ W                  | Oconto      | Präkolumbische Begräbnisstätte aus der Kupfersteinzeit |
| 28 | Pabst Theater                                                                        | Pabst Theater                                                                        | 1991 | Milwaukee 43° 2′ 27,1″ N, 87° 54′ 38,4″ W           | Milwaukee   | 1895 errichtetes Theater |
| 29 | Circus World Museum                                                                  | Ringling Brothers Circus Winter Headquarters                                         | 1969 | Baraboo 43° 28′ 0,8″ N, 89° 44′ 7,1″ W              | Sauk        | Früheres Winterquartier des Zirkus Ringling Brothers (heute Teil von Ringling Bros. and Barnum & Bailey Circus) und Zirkusmuseum                                                                                                  |
| 30 | Schoonmaker Reef                                                                     | Schoonmaker Reef                                                                     | 1997 | Wauwatosa 43° 2′ 42,6″ N, 87° 59′ 37,1″ W           | Milwaukee   | 425 Millionen Jahre alter früheres Riff mit Fossilienfunden |
| 31 | Fort Crawford Military Hospital                                                      | Fort Crawford Military Hospital                                                      | 1960 | Prairie du Chien 43° 2′ 30″ N, 91° 8′ 49,1″ W       | Crawford    | Seit 1816 Außenposten der US-Army; heute Museum |
| 32 | Silver Mound Archeological District                                                  | Silver Mound Archeological District                                                  | 2006 | Alma Center                                         | Jackson     | Archäologische Stätte |
| 33 | Soldiers' Home Reef                                                                  | Soldiers' Home Reef                                                                  | 1993 | Milwaukee                                           | Milwaukee   | Fossilienfundstätte |
| 34 | Taliesin                                                                             | Taliesin                                                                             | 1976 | südlich von Spring Green 43° 8′ 26″ N, 90° 4′ 22″ W | Iowa        | 1911 errichteter Sommersitz des Architekten Frank Lloyd Wright |
| 35 | Ten Chimneys                                                                         | Ten Chimneys                                                                         | 2003 | Town of Genesee 42° 57′ 51″ N, 88° 22′ 38″ W        | Waukesha    | Früheres Anwesen der Broadway Schauspieler Lynn Fontanne und Alfred Lunt, heute ein Theatermuseum |
| 36 | Turner Hall                                                                          | Turner Hall                                                                          | 1996 | Milwaukee 43° 2′ 37″ N, 87° 54′ 56″ W               | Milwaukee   | 1882 errichtetes Clubhaus der deutsch-amerikanischen Turnervereinigung Milwaukee; heute Veranstaltungshalle |
| 37 | University of Wisconsin Armory and Gymnasium                                         | University of Wisconsin Armory and Gymnasium                                         | 1993 | Madison 43° 4′ 34″ N, 89° 23′ 53″ W                 | Dane        | 1892 im Richardsonian Romanesque-Stil errichtete Turnhalle |
| 38 | University of Wisconsin Dairy Barn                                                   | University of Wisconsin Dairy Barn                                                   | 2005 | Madison 43° 4′ 28″ N, 89° 25′ 6″ W                  | Dane        | 1897 errichtete Versuchsfarm |
| 39 | University of Wisconsin Science Hall                                                 | University of Wisconsin Science Hall                                                 | 1993 | Madison 43° 4′ 33″ N, 89° 24′ 3″ W                  | Dane        | 1887 im Richardsonian Romanesque-Stil errichtetes Universitätsgebäude |
| 40 | Van Hise Rock                                                                        | Van Hise Rock                                                                        | 1997 | Rock Springs 43° 29′ 14,9″ N, 89° 54′ 55,1″ W       | Sauk        | Nach dem Geologen Charles R. Van Hise benannter Felsen, die als Anschauungsobjekt im Bereich der Strukturgeologie |
| 41 | Villa Louis                                                                          | Villa Louis                                                                          | 1960 | Prairie du Chien 43° 3′ 21″ N, 91° 9′ 33″ W         | Crawford    | 1871 im Italianate-Stil errichtetes Wohnhaus |
| 42 | Wisconsin State Capitol                                                              | Wisconsin State Capitol                                                              | 2001 | Madison 43° 4′ 29″ N, 89° 23′ 3″ W                  | Dane        | 1917 im Beaux-Arts-Stil errichtete Tagungsstätte beider Häuser des Kongresses von Wisconsin |